# Шургуял (Сернурский район)
Шургуял (мар. Шӱргыял) — деревня в Сернурском районе Республики Марий Эл. Входит в состав Чендемеровского сельского поселения.

## География
Находится в северо-восточной части республики Марий Эл на расстоянии приблизительно 8 км на запад-юго-запад от районного центра посёлка Сернур.

## История
Известна с 1723 года. В 1764 году здесь значилось 35 мужчин. Основана выходцами из деревни Тосурт. В 1836 году в 6 дворах проживал 41 человек. В 1884—1885 годах в Шургияле было 26 дворов, проживали 130 человек. В 1925 году здесь значилось 147 человек, из них 142 мари и 5 русских. В 1975 году учтено 72 человека, хозяйств 18. В 1988 году в 9 домах проживали 24 человека. В 2005 году учтено 7 дворов. В советское время работали колхозы «Кожланур», «Красный Октябрь», имени Ленина и совхоз «Нива».

## Население
Население составляло 9 человек (мари 67 %) в 2002 году, 12 в 2010.

## Известные уроженцы
Медикова Маргарита Егоровна (род. 1963) —  марийская советская и российская актриса театра, чтец. Одна из ведущих актрис Марийского театра драмы имени М. Шкетана (с 1985 года). Заслуженный артист Российской Федерации (2005). Народная артистка Республики Марий Эл (1999). Лауреат Государственной премии Республики Марий Эл (2009) и Национальной театральной премии имени Й. Кырли (1998, 2011). В 2023 году награждена медалью ордена «За заслуги перед Марий Эл».